# Rio Căprioru
O Rio Căprioru é um rio da Romênia, afluente do Largu, localizado no distrito de Neamţ.